# Rioja Baja

La Rioja Baja, en amarillo.

La Rioja Baja es la región más al este de la comunidad autónoma de La Rioja (España). Su gentilicio es riojabajeño. 
La comprenden los municipios situados junto a los cauces de los ríos Cidacos, Linares, Añamaza y Alhama, es decir, las comarcas de Alfaro, Arnedo, Calahorra y Cervera. Estos territorios limitan al norte con la margen derecha del río Ebro, al este con las provincias de Navarra y Zaragoza, por el sur con la sierra del Hayedo de Santiago y la sierra de Achena, donde comienza la provincia de Soria, y por el oeste con la Sierra de la Hez, donde comienza la Rioja Media.
La ciudad más poblada e importante de esta región es Calahorra.

## Municipios

### Valle

#### Alfaro
1. Aldeanueva de Ebro
2. Alfaro
3. Rincón de Soto

#### Arnedo
1. Arnedillo (Santa Eulalia Somera)
2. Arnedo (Turruncún)
3. Bergasa (Carbonera)
4. Bergasillas Bajera (Bergasillas Somera)
5. Cornago (Valdeperillo)
6. Enciso (El Villar de Enciso, Garranzo, La Escurquilla, Las Ruedas de Enciso, Navalsaz, Poyales, Valdevigas)
7. Grávalos
8. Herce
9. Munilla (Antoñanzas, La Monjía, La Santa, Peroblasco, Ribalmaguillo, San Vicente de Munilla)
10. Muro de Aguas (Ambas Aguas o Entrambas Aguas)
11. Préjano
12. Quel
13. Santa Eulalia Bajera
14. Villarroya
15. Zarzosa

#### Calahorra
1. Autol
2. Calahorra (Murillo de Calahorra)
3. El Villar de Arnedo
4. Pradejón
5. Tudelilla

### Sierra

#### Cervera
1. Aguilar del Río Alhama y la aldea de Inestrillas
2. Cervera del Río Alhama y sus barrios-aldea: (Cabretón, Rincón de Olivedo o Las Casas, Valdegutur, Valverde, Ventas de Baños o Las Ventas de Cervera
3. Igea
4. Navajún
5. Valdemadera

- Datos: Q3180883
- Multimedia: Rioja Baja / Q3180883